# Hightech Information System
Pour les articles homonymes, voir HIS.
Hightech Information System Limited est un constructeur de cartes graphiques à base de GPU ATI Radeon. À ce jour, HIS a remporté plus de 700 récompenses décernées par la presse spécialisée.

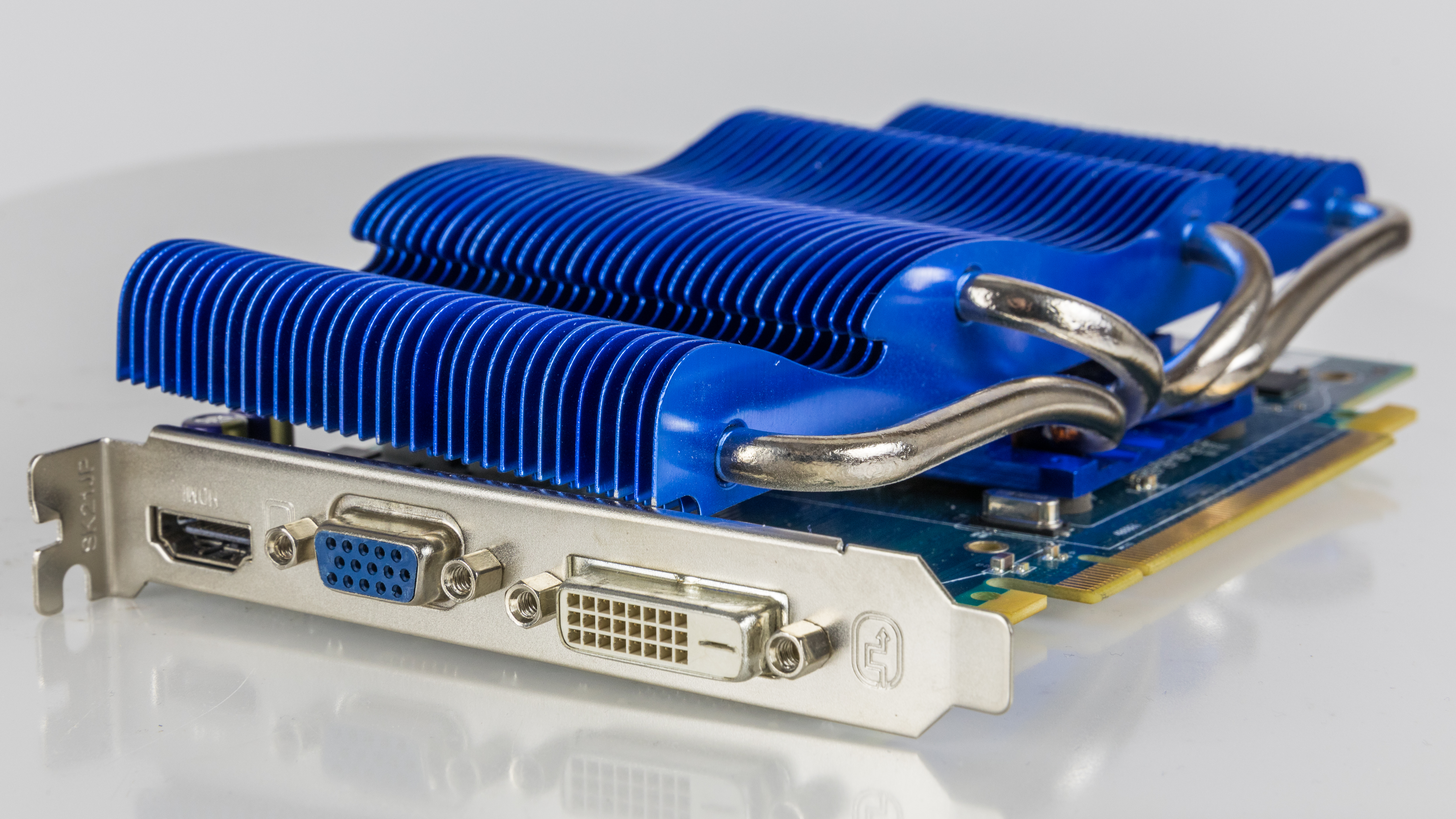
HIS 6670 iSilence 5

## Historique
Fondé en 1987 à Hong Kong, HIS a tout d’abord commencé son activité en tant que constructeur de cartes graphiques à destination du marché OEM. Dans les années 90, HIS devient le 5e fabricant de cartes graphiques de la zone Asie-Pacifique et a conquis 8 % du marché mondial des cartes graphiques. C’est à ce moment que la société décide de changer de stratégie, pour désormais vendre ses cartes graphiques sous sa propre marque commerciale.
Partenaire AIB du constructeur ATI (racheté depuis par AMD), HIS est un partenaire exclusif du fabricant de GPU canadien.
Pour développer et commercialiser des produits innovants, HIS dispose de son centre de recherche et développement et de son usine de production en Chine.
Les points forts de HIS étaient notamment la haute dissipation thermique et les faibles nuisances sonores de ces cartes de la série IceQ.

## Système de refroidissement IceQ
Initié en 2003, avec l'Excalibur Radeon 9800 Pro IceQ, la solution IceQ tire son originalité de l’idée du système : dissiper la chaleur dégagée par le GPU sans influencer le reste de la configuration. C’est ainsi qu’une grande partie de l’air brassé par le ventilateur du système IceQ est directement expédiée en dehors du boîtier.
Le système IceQ a ensuite évolué pour suivre la montée en puissance des cartes graphiques. Augmentation de la surface de dissipation, adoption du cuivre, ajout de heatpipe, amélioration du design des pales du ventilateur et de la gestion de sa vitesse de rotation et ajout de dissipateur sur la mémoire et les VRM ; tous les compartiments ont évolué pour permettre un refroidissement efficace des dernières générations de cartes graphiques sans pour autant nuire au confort d’utilisation, les systèmes IceQ étant plus silencieux que les ventilateurs équipant les cartes de référence des constructeurs.

## Cartes basées sur la puce RV770
| Modèle                            | Nom de code | Fab (nm) | Stream Processors | Interface de bus | Nombre de transistors (Millions) | Mémoire max (Mio) | Fréquence de base | Fréquence de base | Mémoire | Mémoire              | Librairies graphiques supportées (version) | Librairies graphiques supportées (version) | Librairies graphiques supportées (version) | Résolution maximale              | Système de refroidissement |
| Modèle                            | Nom de code | Fab (nm) | Stream Processors | Interface de bus | Nombre de transistors (Millions) | Mémoire max (Mio) | Core (MHz)        | Mémoire (MHz)     | Type    | Largeur de bus (Bit) | DirectX                                    | Shader Model                               | OpenGL                                     | Résolution maximale              | Système de refroidissement |
| --------------------------------- | ----------- | -------- | ----------------- | ---------------- | -------------------------------- | ----------------- | ----------------- | ----------------- | ------- | -------------------- | ------------------------------------------ | ------------------------------------------ | ------------------------------------------ | -------------------------------- | -------------------------- |
| HIS HD 4870 X2 (2GB)              | RV770 XT    | 55       | 800               | PCIe 2.0 x16     | 956                              | 2048              | 750               | 900 / 3600        | GDDR5   | 2x256                | 10.1                                       | 4.1                                        | 2.0                                        | 2 x 2560*1600 (Double dual-link) | Référence                  |
| HIS HD 4870 Turbo (512MB)         | RV770 XT    | 55       | 800               | PCIe 2.0 x16     | 956                              | 512               | 780               | 1000 / 4000       | GDDR5   | 256                  | 10.1                                       | 4.1                                        | 2.0                                        | 2 x 2560*1600 (Double dual-link) | Référence                  |
| HIS HD 4870 (512MB/1024MB)        | RV770 XT    | 55       | 800               | PCIe 2.0 x16     | 956                              | 512 / 1024        | 750               | 900 / 3600        | GDDR5   | 256                  | 10.1                                       | 4.1                                        | 2.0                                        | 2 x 2560*1600 (Double dual-link) | Référence                  |
| HIS HD 4870 IceQ4+ Turbo (512MB)  | RV770 XT    | 55       | 800               | PCIe 2.0 x16     | 956                              | 512               | 780               | 1000 / 4000       | GDDR5   | 256                  | 10.1                                       | 4.1                                        | 2.0                                        | 2 x 2560*1600 (Double dual-link) | IceQ4+                     |
| HIS HD 4870 IceQ4+ Turbo (1024MB) | RV770 XT    | 55       | 800               | PCIe 2.0 x16     | 956                              | 1024              | 770               | 1000 / 4000       | GDDR5   | 256                  | 10.1                                       | 4.1                                        | 2.0                                        | 2 x 2560*1600 (Double dual-link) | IceQ4+                     |
| HIS HD 4870 IceQ4+ (512MB/1024MB) | RV770 XT    | 55       | 800               | PCIe 2.0 x16     | 956                              | 512 / 1024        | 750               | 900 / 3600        | GDDR5   | 256                  | 10.1                                       | 4.1                                        | 2.0                                        | 2 x 2560*1600 (Double dual-link) | IceQ4+                     |
| HIS HD 4870 Fan (512MB/1024MB)    | RV770 XT    | 55       | 800               | PCIe 2.0 x16     | 956                              | 512 / 1024        | 750               | 900 / 3600        | GDDR5   | 256                  | 10.1                                       | 4.1                                        | 2.0                                        | 2 x 2560*1600 (Double dual-link) | Ventilateur HIS            |
| HIS HD 4850 IceQ 4 TurboX (512MB) | RV770 PRO   | 55       | 800               | PCIe 2.0 x16     | 956                              | 512               | 685               | 1100 / 2200       | GDDR3   | 256                  | 10.1                                       | 4.1                                        | 2.0                                        | 2 x 2560*1600 (Double dual-link) | IceQ4                      |
| HIS HD 4850 IceQ 4 Turbo (512MB)  | RV770 PRO   | 55       | 800               | PCIe 2.0 x16     | 956                              | 512               | 650               | 1000 / 2000       | GDDR3   | 256                  | 10.1                                       | 4.1                                        | 2.0                                        | 2 x 2560*1600 (Double dual-link) | IceQ4                      |
| HIS HD 4850 IceQ 4 (512MB/1024MB) | RV770 PRO   | 55       | 800               | PCIe 2.0 x16     | 956                              | 512 / 1024        | 625               | 993 / 1986        | GDDR3   | 256                  | 10.1                                       | 4.1                                        | 2.0                                        | 2 x 2560*1600 (Double dual-link) | IceQ4                      |
| HIS HD 4850 (512MB)               | RV770 PRO   | 55       | 800               | PCIe 2.0 x16     | 956                              | 512               | 625               | 993 / 1986        | GDDR3   | 256                  | 10.1                                       | 4.1                                        | 2.0                                        | 2 x 2560*1600 (Double dual-link) | Référence                  |
| HIS HD 4850 Fan (512MB)           | RV770 PRO   | 55       | 800               | PCIe 2.0 x16     | 956                              | 512               | 625               | 993 / 1986        | GDDR3   | 256                  | 10.1                                       | 4.1                                        | 2.0                                        | 2 x 2560*1600 (Double dual-link) | Ventilateur HIS            |
| HIS HD 4830 Fan (512MB)           | RV770 LE    | 55       | 640               | PCIe 2.0 x16     | 956                              | 512               | 575               | 900 / 1800        | GDDR3   | 256                  | 10.1                                       | 4.1                                        | 2.0                                        | 2 x 2560*1600 (Double dual-link) | Ventilateur HIS            |
| HIS HD 4830 IceQ 4 (512MB)        | RV770 LE    | 55       | 640               | PCIe 2.0 x16     | 956                              | 512               | 575               | 900 / 1800        | GDDR3   | 256                  | 10.1                                       | 4.1                                        | 2.0                                        | 2 x 2560*1600 (Double dual-link) | IceQ 4                     |